# 艾塞峰
47°10′0″N 10°26′45″E / 47.16667°N 10.44583°E

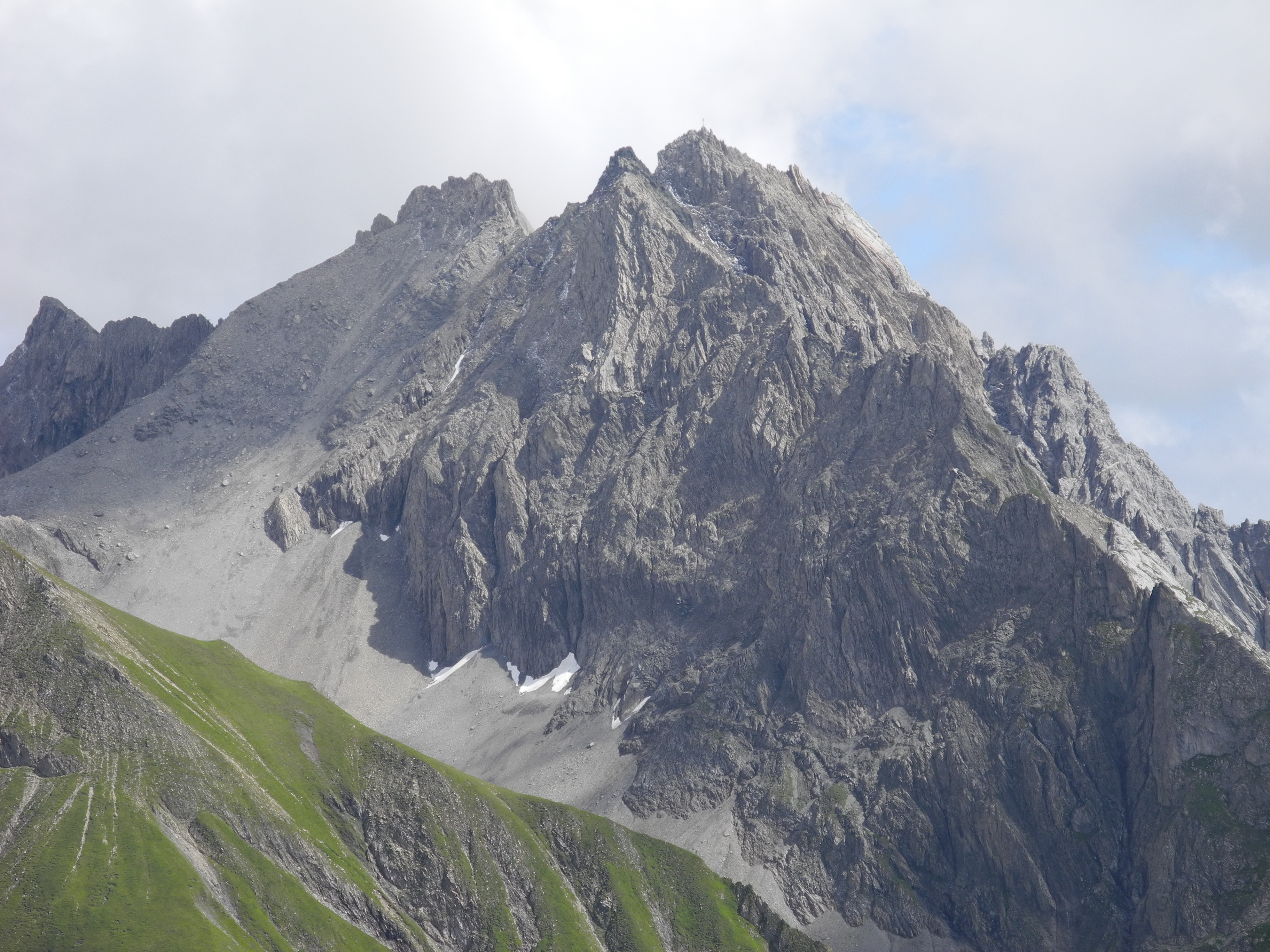

艾塞峰（德語：Eisenspitze），是奧地利的山峰，位於該國西部，由蒂羅爾州負責管轄，屬於萊希塔爾阿爾卑斯山脈的一部分，距離達溫山1.9公里，海拔高度2,859米，每年平均降雨量1,730毫米。